# Chinh phụ ngâm

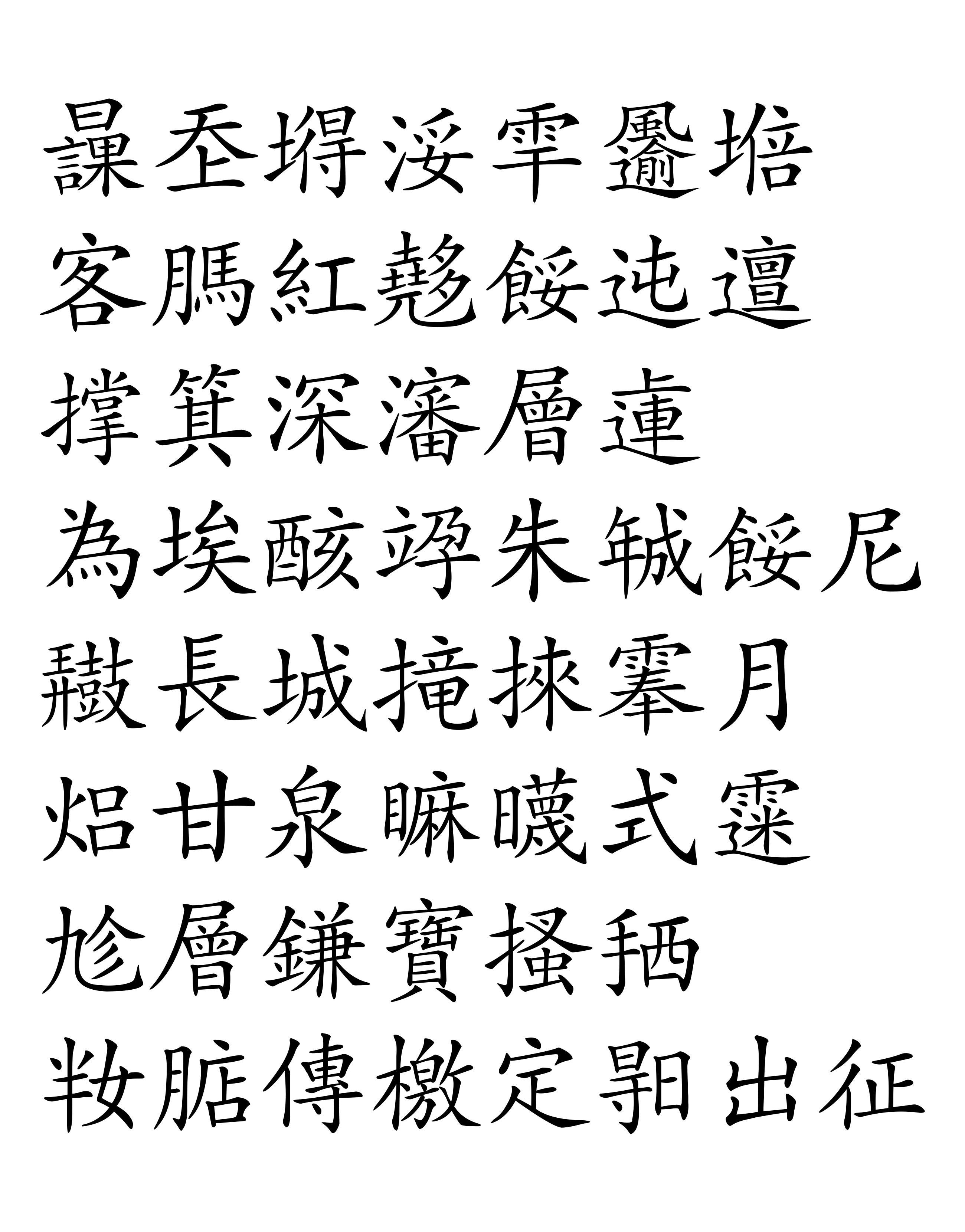
Chinh phụ ngâm, bản dịch tiếng Việt bằng chữ Nôm.

Chinh phụ ngâm (征婦吟 Lời than vãn của người phụ nữ có chồng đi đánh trận), còn có tên khác là Chinh phụ ngâm khúc (征婦吟曲) là tác phẩm văn vần của Đặng Trần Côn, ra đời trong khoảng năm 1741 giai đoạn sơ kỳ Cảnh Hưng và về sau được nhiều người dịch ra thơ Nôm.
Đây là thi phẩm chủ yếu viết theo lối tập cổ, dài 476 câu thơ. Các câu thơ trong bài dài ngắn khác nhau, theo thể trường đoản cú, câu dài nhất khoảng 12, 13 chữ, câu ngắn chỉ 3, 4 chữ.

## Tóm tắt
Chinh phụ ngâm có hình thức là một lời độc thoại nội tâm mà vai chính, cũng là vai duy nhất đứng ra độc thoại trong truyện là một người vợ có chồng tham gia cuộc chiến do triều đình phong kiến chủ xướng, kể về nỗi khổ, nỗi cô đơn buồn tủi phải xa chồng. Tác phẩm mở đầu với khung cảnh của chiến tranh ác liệt và nhà vua truyền hịch kêu gọi mọi người tham gia chiến cuộc. Trong bối cảnh này, nàng chinh phụ hình dung cảnh chồng nàng lên đường phò vua giúp nước, ra đi với quyết tâm giành hàng loạt thành trì dâng vua, hùng dũng trong chiếc chiến bào thắm đỏ và cưỡi con ngựa sắc trắng như tuyết.
Cuộc tiễn đưa lưu luyến kết thúc, người chinh phụ trở về khuê phòng và tưởng tượng ra cảnh sống của chồng nơi chiến địa. Những xúc cảm về một hình ảnh "lẫm liệt" của chồng phút chia ly đã dần mờ nhòe, thay thế vào đó là nỗi lo sợ khủng khiếp về số phận của chồng giữa chiến trường khốc liệt, đầy oan hồn tử khí, và niềm đau khổ khôn nguôi về thân phận đơn chiếc của bản thân nàng.
Trong phần tiếp theo, câu chuyện chủ yếu diễn tả tâm trạng trăn trở, cô quạnh của người chinh phụ. Đó là việc chồng quá hạn không về, cũng không có tin tức gì, và người chinh phụ đành phải tính thời gian bằng chu kỳ quyên hót, đào nở, sen tàn. Đó là tâm trạng "trăm sầu nghìn não" khi người chinh phụ quanh quẩn trước hiên, sau rèm, vò võ dưới đêm khuya vắng, đối diện với hoa, với nguyệt. Đó là tâm trạng chán chường khi tìm chồng trong mộng nhưng mộng lại buồn hơn, lần giở kỷ vật của chồng mong tìm chút an ủi nhưng sự an ủi chỉ le lói, thấy thân phận của mình không bằng chim muông, cây cỏ có đôi liền cành. Cuối cùng, chán chường và tuyệt vọng, người chinh phụ đã không còn muốn làm việc, biếng lơi trang điểm, ngày đêm khẩn cầu mong được sống hạnh phúc cùng chồng.
Kết thúc khúc ngâm, người chinh phụ hình dung ngày chồng nàng chiến thắng trở về giữa bóng cờ và tiếng hát khải hoàn, được nhà vua ban thưởng và cùng nàng sống hạnh phúc trong thanh bình, yên ả.

## Một số câu thơ
Dưới đây là một số câu thơ mở đầu Chinh phụ ngâm được chia làm 5 cột, cột nguyên tác chữ Hán của Đặng Trần Côn, cột phiên âm Hán Việt, cột diễn Nôm của Ngô Tư Thần theo hình thức trực dịch từ nguyên tác, cột dịch thơ song thất lục bát theo chữ Nôm thường được cho là của Đoàn Thị Điểm và cột dịch thơ theo chữ Quốc ngữ: 
| Nguyên văn chữ Hán                                      | Phiên âm Hán Việt                                                                                               | Diễn Nôm (thuận dịch)                                                                            | Diễn Nôm (Chữ Nôm)            | Diễn Nôm (chữ Quốc ngữ)                                        |
| ------------------------------------------------------- | --- | ------------------------------------------------------------------------------------------------ | ----------------------------- | -------------------------------------------------------------- |
| 天地風塵                                                | Thiên địa phong trần                                                                                            | Trời đất phong trần                                                                              | 𣋾𡗶坦浽干𩙋𡏧                | Thuở trời đất nổi cơn gió bụi                                  |
| 紅顏多舛                                                | Hồng nhan đa truân                                                                                              | Hồng nhan đa truân                                                                               | 客𦟐紅𡗉餒舛邅                | Khách má hồng nhiều nỗi truân chuyên                           |
| 悠悠彼蒼兮誰造因                                        | Du du bỉ thương hề thuỳ tạo nhân?                                                                               | Thăm thẳm xanh kia hề ai tạo nhân?                                                               | 撑箕瀋瀋層𨕭 為埃𨢟𥩯朱𢧚餒尼 | Xanh kia thăm thẳm tầng trên Vì ai gây dựng cho nên nỗi này    |
| 鼓鼙聲動長城月                                          | Cổ bề thanh động Trường Thành nguyệt                                                                            | Trống trận gầm lay trường thành nguyệt                                                           | 𪔠長城𢲣𢯦𩃳月                | Trống Trường Thành lung lay bóng nguyệt                        |
| 烽火影照甘泉雲                                          | Phong hỏa ảnh chiếu Cam Tuyền vân                                                                               | Lửa hiệu rực chiếu Cam Tuyền vân                                                                 | 𤌋甘泉𥊚䁾式𩄲                | Khói Cam Tuyền mờ mịt thức mây                                 |
| 九重按劍起當席                                          | Cửu trùng án kiếm khởi đương tịch                                                                               | Chín bệ chống gươm rời chiếu ấm                                                                  | 𠃩吝鎌寶𢶢𢬣                  | Chín tầng gươm báu trao tay                                    |
| 半夜飛檄傳將軍                                          | Bán dạ phi hịch truyền tướng quân                                                                               | Nửa đêm truyền hịch triệu tướng quân                                                             | 姅𣎀傳檄定𣈗出征              | Nửa đêm truyền hịch định ngày xuất chinh                       |
| 清平三百年天下                                          | Thanh bình tam bách niên thiên hạ                                                                               | Thanh bình ba trăm năm bờ cõi                                                                    | 渃清平𠀧𤾓𢆥𡳵                | Nước thanh bình ba trăm năm cũ                                 |
| 從此戎衣屬武臣                                          | Tùng thử nhung y thuộc vũ thần                                                                                  | Nhung phục từ đây khoác võ thần                                                                  | 襖戎挥官武自尼                | Áo nhung trao quan vũ từ đây                                   |
| 使星天門催曉發                                          | Sứ tinh thiên môn thôi hiểu phát                                                                                | Sứ trời cửa thiên sớm giục giã                                                                   | 使𡗶𣌋𠽖塘𩄲                  | Sứ trời sớm giục đường mây                                     |
| 行人重法輕離別                                          | Hành nhân trọng pháp khinh ly biệt                                                                              | Người đi tình nhẹ, nặng nghĩa cả                                                                 | 法公𪜀重念西詫芾              | Phép công là trọng, niềm tây sá nào                            |
| 弓箭兮在腰                                              | Cung tiễn hề tại yêu                                                                                            | Cung tiễn hề mang lưng                                                                           | 塘𨀐𨇒𦝄㧅弓箭                | Đường giong ruổi lưng đeo cung tiễn                            |
| 妻孥兮別袂                                              | Thê noa hề biệt khuyết                                                                                          | Vợ con hề từ giã                                                                                 | 𣇜餞迻𢚸絆妻孥                | Buổi tiễn đưa lòng bận thê noa                                 |
| 獵獵旌旗兮出塞愁 喧喧簫鼓兮辭家怨 有怨兮分攜 有愁兮契闊 | Liệp liệp tinh kỳ hề xuất tái sầu Huyên huyên tiêu cổ hề từ gia oán Hữu oán hề phân huề Hữu sầu hề khế khoát... | Lớp lớp sông cờ hề sầu ra ải Inh ỏi tiêu trống hề oán ly gia Có oán hề chia lìa Có sầu hề vất vả | 𩃳旗㗂𪔠賒賒 愁𨖲𦰟隘怨𦋦𨷯房 | Bóng cờ tiếng trống xa xa Sầu lên ngọn ải, oán ra cửa phòng... |

## Bản dịch
Hiện nay, Chinh phụ ngâm có 7 bản dịch và phỏng dịch bằng các thể thơ lục bát (3 bản) hoặc song thất lục bát (4 bản) của các dịch giả Đoàn Thị Điểm, Phan Huy Ích, Nguyễn Khản, Bạch Liên Am Nguyễn và hai tác giả khuyết danh. Bản dịch thành công nhất và phổ biến nhất xưa nay, theo thể song thất lục bát, có độ dài 412 câu (theo bản in chữ Nôm cũ hiện còn, ký hiệu 1902:AB.26) hoặc 408 câu (một bản in khác lưu tại Thư viện Paris) có người cho là Đoàn Thị Điểm (1705–1748), có người cho là của Phan Huy Ích (1751–1822) và những phát hiện mới gần đây có xu hướng nghiêng về dịch giả Phan Huy Ích ?.
Bản của Phan Huy Ích (có tên là Chinh phụ ngâm diễn ca tân khúc) được viết sau bản của Đoàn Thị Điểm (có tên ban đầu là Chinh phụ ngâm khúc diễn ca) chừng 70 năm. Bản Chinh phụ ngâm phổ biến hiện nay được nhiều người biết đến chính là bản "Chinh phụ ngâm khúc diễn ca" (được trích đưa vào Sách giáo khoa Văn học lớp 10) (xem cả bài tại đây ).
Chinh phụ ngâm cũng được dịch ra nhiều ngôn ngữ trên thế giới. Bản dịch tiếng Pháp thực hiện bởi những nhà văn trong nhóm Mercure de France, bản tiếng Nhật Lưu trữ ngày 19 tháng 11 năm 2008 tại Wayback Machine do Giáo sư Takeuchi Yonosuke dịch, và tiếng Hàn do Bae Yang Soo thực hiện.

## Giá trị nghệ thuật
Chinh phụ ngâm ra đời trong bối cảnh phong trào nông dân khởi nghĩa chống triều đình phong kiến nửa đầu thế kỷ 18 đang dâng lên mạnh mẽ, đã trở thành tiếng nói đề cập đến cuộc chiến tranh phi nghĩa do nhà nước phong kiến Lê – Trịnh phát động lúc bấy giờ nhằm đàn áp các cuộc khởi nghĩa nông dân. Nhà thơ đã nhìn nhận và tố cáo chiến tranh từ hai phía: từ phía người chinh phu, chiến tranh mang bộ mặt chết chóc, tàn lụi; từ phía người chinh phụ ở nhà, chiến tranh là cô đơn, sầu muộn, từ đó khẳng định sự phi nghĩa của chiến tranh đối với cuộc sống bình thường giản dị của con người. Hạnh phúc lứa đôi, hạnh phúc của tuổi trẻ được tác giả đề cập không chỉ trên phương diện tinh thần, mà ít nhiều mang màu sắc một sự khát khao mãnh liệt được gần gũi, được ân ái, trong sự đối lập với lý tưởng công danh của chế độ phong kiến thậm chí đối lập với cả những quan niệm thông thường về "quả phúc" của nhà Phật, thể hiện một giá trị nhân đạo sâu sắc. Tuy vậy, tính chất của chiến tranh chưa được tác giả ý thức rõ rệt, do đó, ở đoạn đầu khúc ngâm hình ảnh người chinh phu lúc ra đi còn mang tính lý tưởng hóa, và cuối khúc ngâm, còn là hình ảnh, dù chỉ là trong tưởng tượng với những sắc màu ảo tưởng, về sự tái hồi trong vinh quang của người chồng.
Về nghệ thuật, cả nguyên tác và bản dịch lưu hành phổ biến hiện nay đều có những thành tựu đặc biệt xuất sắc. Bút pháp ước lệ tượng trưng được nâng tầm khi Đặng Trần Côn đã chắt lọc từ kho tàng văn thơ chữ Hán cổ ra những câu phù hợp nhất với ý tứ của mình và dụng công sắp xếp thành kết cấu hoàn chỉnh, như một sáng tạo mới mẻ. Thể thơ trường đoản cú được Đặng Trần Côn sử dụng giàu nhạc tính, tiết tấu biến hóa sinh động tùy yêu cầu của nội dung. Bản dịch hiện hành Chinh phụ ngâm (của Đoàn Thị Điểm hay Phan Huy Ích) cho thấy dịch giả biết phát huy những ưu điểm vốn có của nguyên tác, và gạn lọc cả những thành tựu của các bản dịch trước đó, sử dụng ưu thế của thể thơ song thất lục bát, đã vươn tới một sáng tạo tài tình bằng ngôn ngữ trong sáng hiện đại, kết cấu thanh vận khéo léo, láy âm điệp chữ tinh tế, gieo vào lòng độc giả âm hưởng xao xuyến vừa quen thuộc vừa đa dạng, và hầu như lúc nào cũng gây được hiệu quả thẩm mỹ.